# 利索韋 (埃米利奇涅區)
50°48′4″N 27°33′56″E / 50.80111°N 27.56556°E
利索韋（烏克蘭語：Лісове）是位於烏克蘭北部日托米爾州裏茲維亞赫爾區的村莊，面積0.24平方公里，海拔高度220米，2001年人口23，人口密度每平方公里95.44人。